# Vegastar
Vegastar is een Franse alternatieve-rockband uit Orléans, spelend vanaf 2003.

## Discografie

### Albums

#### Vegastar EP (2004)
1. Comme Un Aimant
2. Un Nouvel Orage
3. Savourer Tes Pleurs
4. Trouver L'Issue
5. Une Nuit

#### Un Nouvel Orage (2005)
1. 100° Étage
2. Mon Repaire
3. Maître De Ma Vie
4. À Cause De Toi
5. Mortem
6. La Faille
7. L'étincelle
8. Elle Blesse
9. L'ombre De Vos Vies
10. Une Nuit
11. Un Nouvel Orage

#### Un Nouvel Orage + Remix (2006)
1. 100° Étage
2. Mon Repaire
3. Maître De Ma Vie
4. À Cause De Toi
5. Mortem
6. La Faille
7. L'étincelle
8. Elle Blesse
9. L'ombre De Vos Vies
10. Une Nuit
11. Un Nouvel Orage
12. À Sa Demande (Bonus Track)
13. 100° Étage (Enzo Mori & Stephan Clark Remix)
14. Mortem (Heartwork Remix)
15. À Cause De Toi (Enzo Mori & Stephan Clark Remix)
16. Mortem (Animalsons Remix)
17. Elle Blesse (Para One Remix)

#### Télévision(2008)
1. Le Defilé
2. 5H Dans Ta Peau (Feat. Neva)
3. Lost Boy
4. Le Paradis Brûle
5. Vivre À L'envers
6. Coma Berenices
7. Mode Arcade
8. Le Goût Des Cendres
9. Si Le Temps T'efface
10. Burn Skavsta Burn
11. Point Zéro
12. Requiem

### Singles
- Maître de ma vie
- 100eme étage
- 100eme étage (Remix)
- A Cause de Toi
- Mode Arcade (2007)
- 5h Dans Ta Peau (ft. Neva) (2007)
- Lost Boy (2008)

## Muziekvideo's
- 100° Étage
- Maître De Ma Vie
- 100° Étage (Enzo Mori & Stephan Clark Remix)
- Mode Arcade
- 5H Dans Ta Peau (Feat. Neva)
- Lost Boy
- Coma bérénices
- Le défilé